# 卡拉尔
卡拉爾位於祕魯首都利馬北方200公里處，曾是小北文明的首都，約有5000年歷史，是美洲最古老的城市。

## 歷史
卡拉爾興盛於西元前2600年至2000年間，遺址面積超過60公頃

## 世界遺產
2009年6月28日在西班牙塞維亞舉行的第三十三屆世界遺產委員會會議，因卡拉爾遺址擁有古老歷史、金字塔與複雜的建築及廣場等理由通過其加入世界遺產的申請。